# Cétène (groupe)
Cet article concerne le groupe chimique. Pour le composé chimique, voir Cétène (molécule).
Un cétène est un groupe fonctionnel contenant la séquence :
.
Ils ont été découverts vers 1905, par Hermann Staudinger alors âgé de 24 ans pendant un postdoctorat. Le cétène, CH2=C=O, est le composé parent de ce groupe.

## Formation et mécanisme
Les cétènes sont principalement produit par déshydrohalogénation d'un chlorure d'acyle portant un hydrogène en α.
Une base, généralement la triéthylamine, va arracher le proton acide en α du groupement carbonyle induisant la formation de la double liaison carbone-carbone et le départ de l'anion chlorure.
- Les cétènes sont formés par réarrangement de Wolff de α-diazocétones (R-CO-N+(=N−)-R').
- L'acide phényl acétique (C6H6-CH2-COOH) en présence d'une base perd une molécule d'eau grâce à la forte acidité des protons en alpha, pour produire le phényl cétène (C6H6-CH=C=O).
- L'éthènone (CH2=C=O) peut être préparée en laboratoire et dans l'industrie par pyrolyse de vapeurs d'acétone : CH3−CO−CH3 + Δ → CH2=C=O + CH4

## Exemples d'utilisations

### Synthèse de bêta-lactones
La cycloaddition [2+2] d'un cétène sur une cétone ou un aldéhyde va conduire à la formation de bêta-lactones.
La cycloaddition [2+2] d'un cétène sur un alcène conduit à la formation d'oxétanes alpha-méthyléniques. C'est la réaction de Staudinger. En général, la LUMO du cétène réagit avec l'HOMO de l'alcène.

### Synthèse de bêta-lactames
Le même type de réaction, entre une cétène et une imine va conduite à la formation de bêta-lactames.